# L'Héritage de Dracula
L’Héritage de Dracula (Batman: Bloodstorm) est un comics américain de Batman réalisé par Doug Moench et Kelley Jones. Il est la suite de Pluie de sang et est suivi par La Brume pourpre.

## Synopsis
Alors que Batman, transformé en vampire lors de sa lutte contre le comte Dracula, traque les derniers suceurs de sang présents à Gotham, ceux-ci trouvent dans le Joker leur nouveau chef. Cependant, le chevalier noir est pris d'une insatiable soif de sang au point que le sérum de Tanya, censé servir de substitut, ne lui suffit plus.
Le chevalier noir, aidé par Sélina Kyle, une jeune femme transformée en chatte-garou par un des vampires, doit lutter contre son plus vieil ennemi et sa soif de sang.
Au cours de la bataille, Sélina est tuée par le Joker et Batman, fou de rage d'avoir perdu la seule personne pouvant l'aider à se contrôler, tue le clown et boit son sang, achevant sa transformation. Horrifié par son acte, Batman laisse une lettre à Alfred et Gordon, leur demandant de le tuer pour éviter qu'il ne fasse plus de victimes, ce que ces derniers firent en lui plantant un pieu dans le cœur.

## Personnages
- Batman
- Joker
- Catwoman
- Alfred Pennyworth
- James Gordon

## Éditions
- 1994 : Batman: Bloodstorm (DC Comics)
- 2009 (26 août) : L’Héritage de Dracula : Panini Comics, collection Dark Side (première édition française)
- 2016 : Batman Vampire : Urban Comics, collection DC Deluxe (Intégrale regroupant les 3 opus : Batman and Dracula: Red Rain, Batman: Bloodstorm, Batman: Crimson Mist)